# Paraphyllinidae
Paraphyllinidae is een familie van neteldieren uit de klasse van de Scyphozoa (schijfkwallen).

## Geslachten
- Paraphyllina Maas, 1903